# Diabeł ubiera się u Prady (film)
Diabeł ubiera się u Prady (ang. The Devil Wears Prada) – amerykański komediodramat z 2006 roku, nakręcony na podstawie powieści Lauren Weisberger pod tym samym tytułem.

## Opis fabuły
Film opowiada historię dziewczyny zagubionej w światku nowojorskiej mody. Andrea jest świeżo po studiach dziennikarskich i pragnie rozpocząć pracę, najlepiej w magazynie The New Yorker. Gdy trafia na próbne kwalifikacje do słynnego Elias-Clark, czuje się małą, nic nieznaczącą osobą pośród miliona pięknych i eleganckich kobiet. W mgnieniu oka dostaje pracę, za którą „miliony dziewczyn dałoby się zabić”. Staje oko w oko z redaktor naczelną ekskluzywnego pisma o modzie Runway – Mirandą Priestly, która, zniechęcona przykrymi doświadczeniami z poprzednimi, pięknymi, lecz niezbyt rozumnymi asystentkami, postanawia przyjąć Andreę – dziewczynę bez gustu, smaku, wyczucia elegancji. Na początku Sachs ma problemy z zaaklimatyzowaniem się, ponieważ jest zwykłą dziewczyną na posyłki, i to jeszcze wyśmiewaną z powodu braku modnych ciuchów, jednak wraz z upływem czasu zdaje sobie sprawę, że potrafi wszystkim udowodnić swoją determinację. Z pomocą kolegi z pracy, Nigela, zmienia fryzurę, styl, staje się równa tym wszystkim dziewczynom, które podziwiała, po raz pierwszy przekraczając próg redakcji Runwaya. Punktem kulminacyjnym jest wyjazd Andrei na targi jesienne do Paryża, którym to bohaterka – nie ku własnej uciesze – kradnie wieloletnie marzenia Emily, asystentki Mirandy, która, łącznie z utratą wyjazdu, traci również tytuł „pierwszej asystentki”. Kiedy Miranda porównuje ją do młodszej wersji jej samej, uświadamia sobie, że angażując się zbyt mocno w pracę i stawiając sobie wygórowane ambicje, straciła chłopaka oraz w pewnym stopniu zaufanie rodziny. Zrozpaczona, buntuje się i rzuca pracę w Runwayu, wraca do rodziny i otrzymuje wymarzoną pracę w „The New York Mirror”.

## Obsada
| Aktor                | Rola                 |
| -------------------- | -------------------- |
| Meryl Streep         | Miranda Priestly     |
| Anne Hathaway        | Andrea „Andy” Sachs  |
| Emily Blunt          | Emily Charlton       |
| Stanley Tucci        | Nigel Kipling        |
| Simon Baker          | Christian Thompson   |
| Adrian Grenier       | Nate Cooper          |
| Gisele Bündchen      | Serena               |
| Tracie Thoms         | Lily                 |
| Rich Sommer          | Doug                 |
| Daniel Sunjata       | James Holt           |
| Colleen Dengel       | Caroline Priestly    |
| Suzanne Dengel       | Cassidy Priestly     |
| David Marshall Grant | Richard Sachs        |
| Tibor Feldman        | Irv Ravitz           |
| Rebecca Mader        | Jocelyn              |
| Alyssa Sutherland    | klakier              |
| Ines Rivero          | klakier w windzie    |
| Stephanie Szostak    | Jacqueline Follet    |
| David Callegati      | Massimo              |
| Paul Keany           | St. Regis Doorman    |
| Valentino Garavani   | w roli samego siebie |
| Bridget Hall         | w roli samej siebie  |
| Lauren Weisberger    | niania bliźniaczek   |
| Heidi Klum           | w roli samej siebie  |

## Ekipa
- Reżyseria – David Frankel
- Scenariusz – Don Roos, Aline Brosh McKenna
  - na podstawie książki Lauren Weisberger
- Muzyka – Theodore Shapiro
- Zdjęcia – Florian Ballhaus
- Montaż – Mark Livolsi
- Scenografia – Jess Gonchor, Tom Warren, Lydia Marks
- Kostiumy – Patricia Field
- Produkcja – Wendy Finerman
- Produkcja wykonawcza – Joseph M. Caracciolo, Karen Rosenfelt, Carla Hacken

## Box office
| Świat | US$ 325.528.148 |

## Nagrody i nominacje
Oscary za rok 2006
- Najlepsza aktorka - Meryl Streep (nominacja)[1]
- Najlepsze kostiumy - Patricia Field (nominacja)[1]

Złote Globy 2006
- Najlepsza aktorka w komedii/musicalu - Meryl Streep[2]
- Najlepsza komedia/musical (nominacja)[2]
- Najlepsza aktorka drugoplanowa - Emily Blunt (nominacja)[2]

Nagrody BAFTA 2006
- Najlepszy scenariusz adaptowany - Aline Brosh McKenna (nominacja)[3]
- Najlepsze kostiumy - Patricia Field (nominacja)[3]
- Najlepsza charakteryzacja - Nicki Ledermann, Angel De Angelis (nominacja)[3]
- Najlepsza aktorka - Meryl Streep (nominacja)[3]
- Najlepsza aktorka drugoplanowa - Emily Blunt (nominacja)[3]

Nagroda Satelita 2006
- Najlepsza aktorka w komedii/musicalu - Meryl Streep[4]
- Najlepsza komedia/musical (nominacja)[4]